# Claude Ferdinand Vaulot
Pour les articles homonymes, voir Vaulot.
Claude Ferdinand Vaulot est un homme politique français né le 10 octobre 1767 à Selles (Haute-Saône) et décédé le 2 mai 1841 aux Forges (Vosges).
Maitre de forges, conseiller général, il est député des Vosges de 1828 à 1834. Il est l'un des signataires de l'adresse des 221. Il siège dans la majorité soutenant la monarchie de Juillet.